# Fontana del Nettuno (Messina)
La fontana del Nettuno è una fontana monumentale della città di Messina.

## Storia
La fontana del Nettuno è la seconda fontana realizzata a Messina da Giovanni Angelo Montorsoli (scultore toscano e stretto collaboratore di Michelangelo), dopo la nota fontana di Orione, commissionata dal Senato cittadino.
La prima opera fu talmente gradita da conferire un secondo incarico al Montorsoli, così la fontana del Nettuno fu completata nel 1557 e originariamente collocata di fronte alla Palazzata sulle banchine del porto, nei pressi del Municipio, con le spalle rivolte al mare, probabilmente per simboleggiare il dio Nettuno che offre la ricchezza del suo mare alla città. Secondo altra tradizione popolare, legata alla storia di lu Gialanti Pisci, per sbeffeggiare le popolazioni calabresi, a cui volgeva le spalle.
Nel 1757 fu posta su un lato la statua di Carlo III di Borbone - opera di Giuseppe Buceti - e, nel 1832, fu aggiunta la statua di Francesco I - opera dei messinesi fratelli Subba. Queste ultime sculture in bronzo furono poi fuse, per farne proiettili, durante la rivoluzione del 1848. Durante quel medesimo anno, in conseguenza dei bombardamenti borbonici, furono danneggiati il Nettuno e la Scilla. La statua di Scilla, danneggiata dai colpi di cannone, venne sostituita da una copia eseguita da Letterio Subba nel 1858; l'originale rimane custodita nel Museo regionale di Messina, così come già il Nettuno, la cui copia ottocentesca è un'eccellente riproduzione di Gregorio Zappalà, completata appena due anni prima, nel 1856.
L'originale della statua del Nettuno rimase sino al 1908 - anno del noto terremoto - all'interno della chiesa di Santa Maria degli Alemanni e, successivamente, spostata presso il Museo Regionale di Messina, dove ancora è custodita. Al contrario della fontana di Orione, che fu danneggiata dal terremoto, il complesso del Nettuno rimase pressoché integro.
Nel 1934 la fontana fu trasferita nell'attuale sito, poco più a nord, in piazza Unità d'Italia, per volere dell'allora prefetto Michele Adinolfi ad ornamento della piazza antistante il palazzo della Prefettura, e ruotata di 180 gradi rispetto al verso originario cosicché oggi è rivolta verso il mare. Opportuno appare evidenziare che la fontana del Nettuno era perfettamente allineata con le altre due opere importanti realizzate dal Montorsoli: la fontana di Orione e la Lanterna di San Ranieri (il faro del porto). Oggi non più.

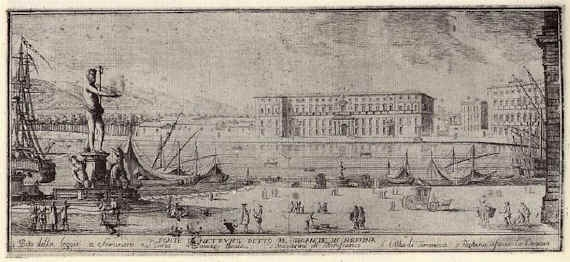
Primitiva dislocazione della Fontana del Nettuno nel Porto di Messina, sullo sfondo il Palazzo Reale.

## La statua e la vasca
Nell'attuale rimodulazione la struttura presenta un'ampia conca circolare ove si eleva una base a gradoni con i vertici tondeggianti. Un'ulteriore elevazione rettangolare reca 10 pannelli scolpiti raffiguranti intrecci di delfini su tridente e conchiglie, agli angoli smussati sono collocate vasche esterne decorate con leoni che raccolgono acqua da coppie di mascheroni. Il vascone contiene il basamento e il piedistallo centrale del monumento, ai lati le raffigurazioni di Scilla e Cariddi, i due mostri marini in sembianze femminili, a vertici del decoratissimo plinto quattro cavalli marini,  quattro stemmi, otto mascheroni, conchiglie e, assisa sulla parte centrale accostata ad un delfino, l'imponente statua del Nettuno con tridente impugnato con la mano sinistra e il braccio destro proteso nell'atto di dominare e placare il mare.

Nettuno, statua originale nella collocazione espositiva del Museo regionale di Messina
L'intero complesso monumentale del Nettuno esprime con genialità creativa il potente stile michelangiolesco dell'autore. Il dio Nettuno, come appena sorto dalle acque, calmo e invincibile, brandisce il suo temibile tridente e tiene incatenate ai suoi piedi le mostruose Scilla e Cariddi; è un'allegoria della forza fisica e morale della Città che doma le avversità. La fontana è costellata di iscrizioni, tra le altre la firma dell'autore presente in un'iscrizione incisa sul bordo della vasca di forma ottagonale. Rappresenta il buon governo, ai lati del Nettuno in basso si trovano i due mostri sconfitti: Scilla e Cariddi. Per i progetti simbolici sono molto probabili i suggerimenti dallo scienziato, matematico e letterato abate Francesco Maurolico.
Delle tre più importanti e belle fontane monumentali dedicate a Nettuno, quella di Messina è la più antica perché completata nel 1557 rispetto ad il Nettuno del Giambologna a Bologna che è del 1563 - 1566 e al Nettuno di Bartolomeo Ammannati a Firenze del 1563 - 1577.

## Galleria d'immagini

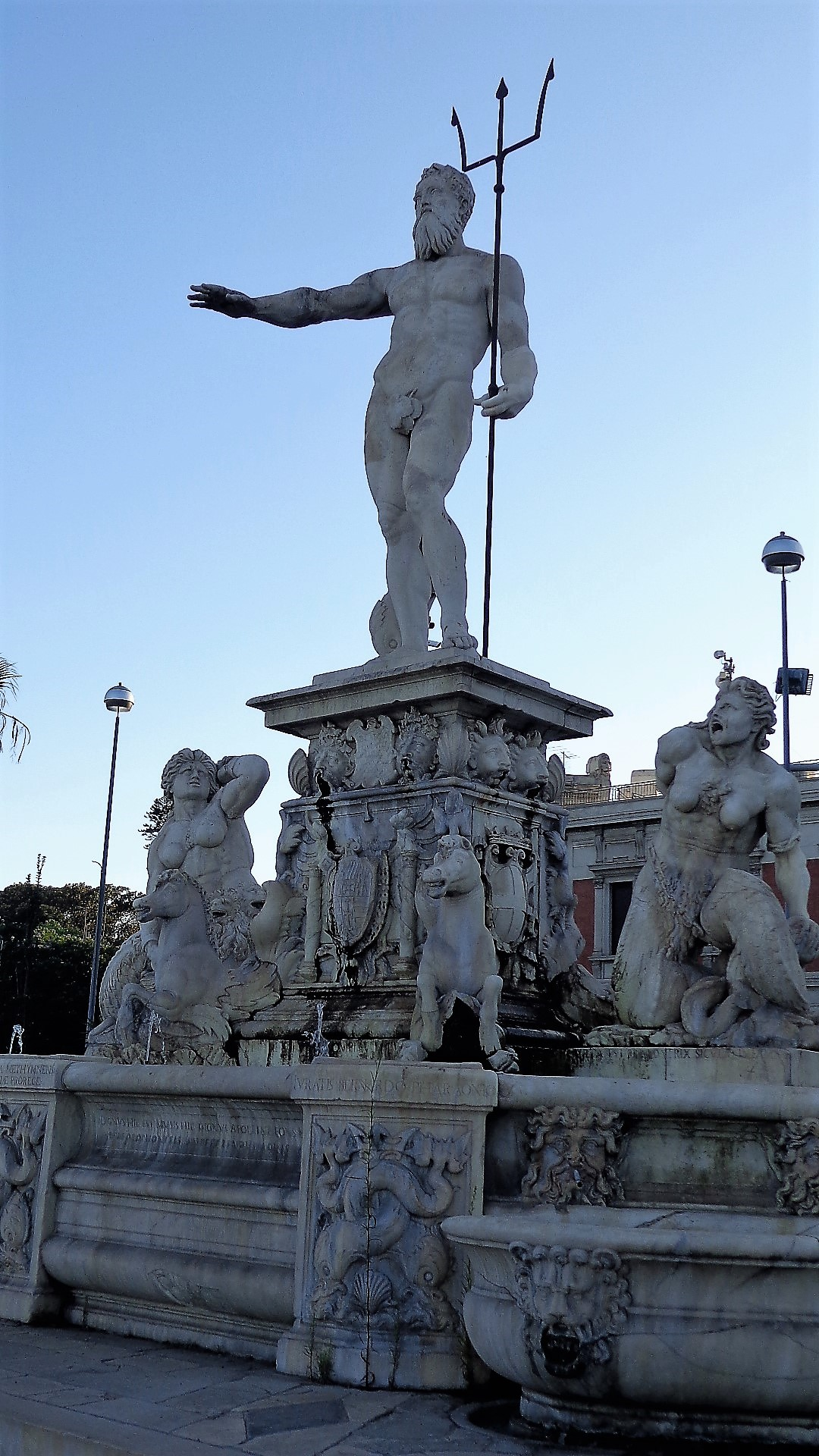
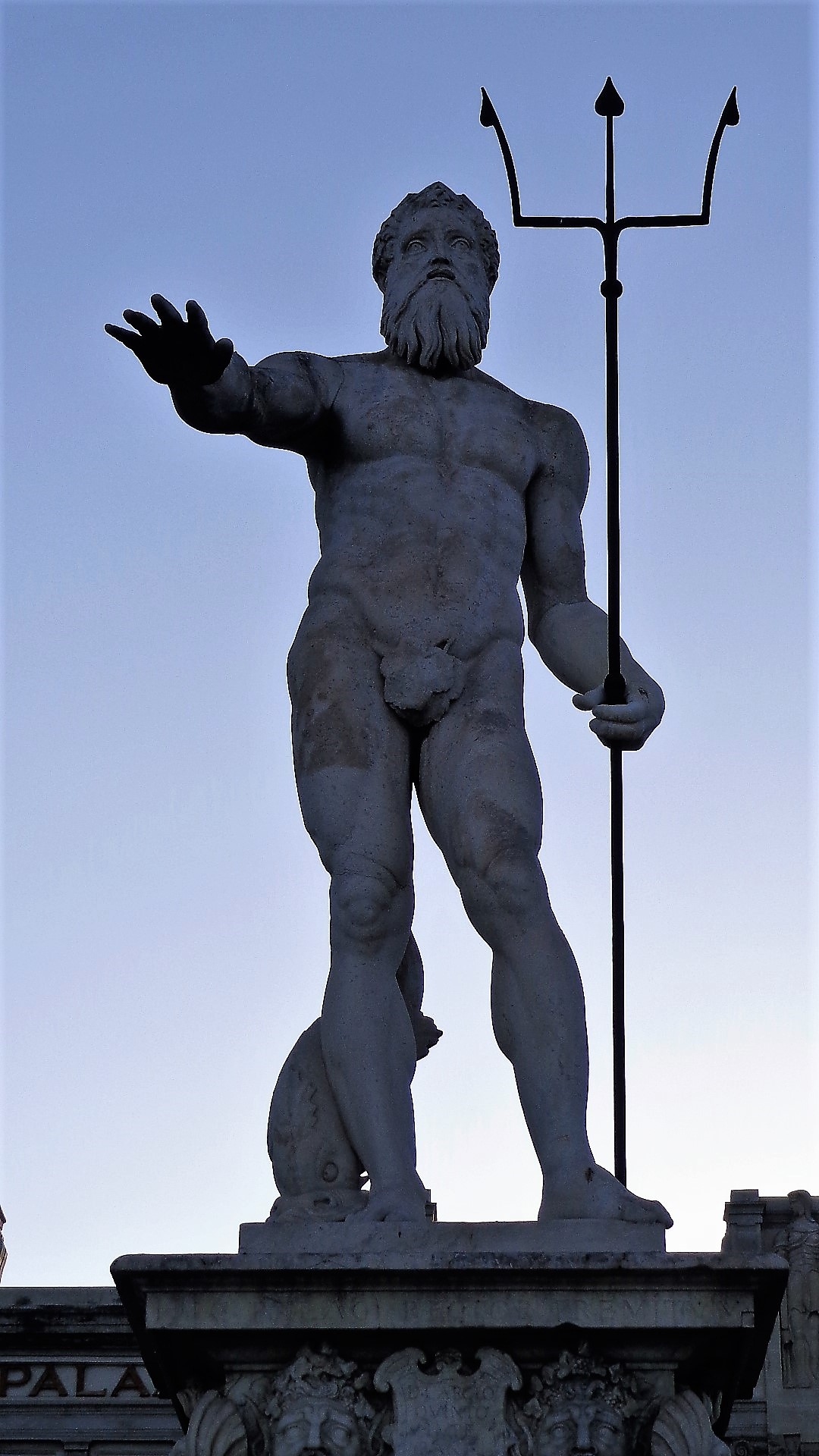
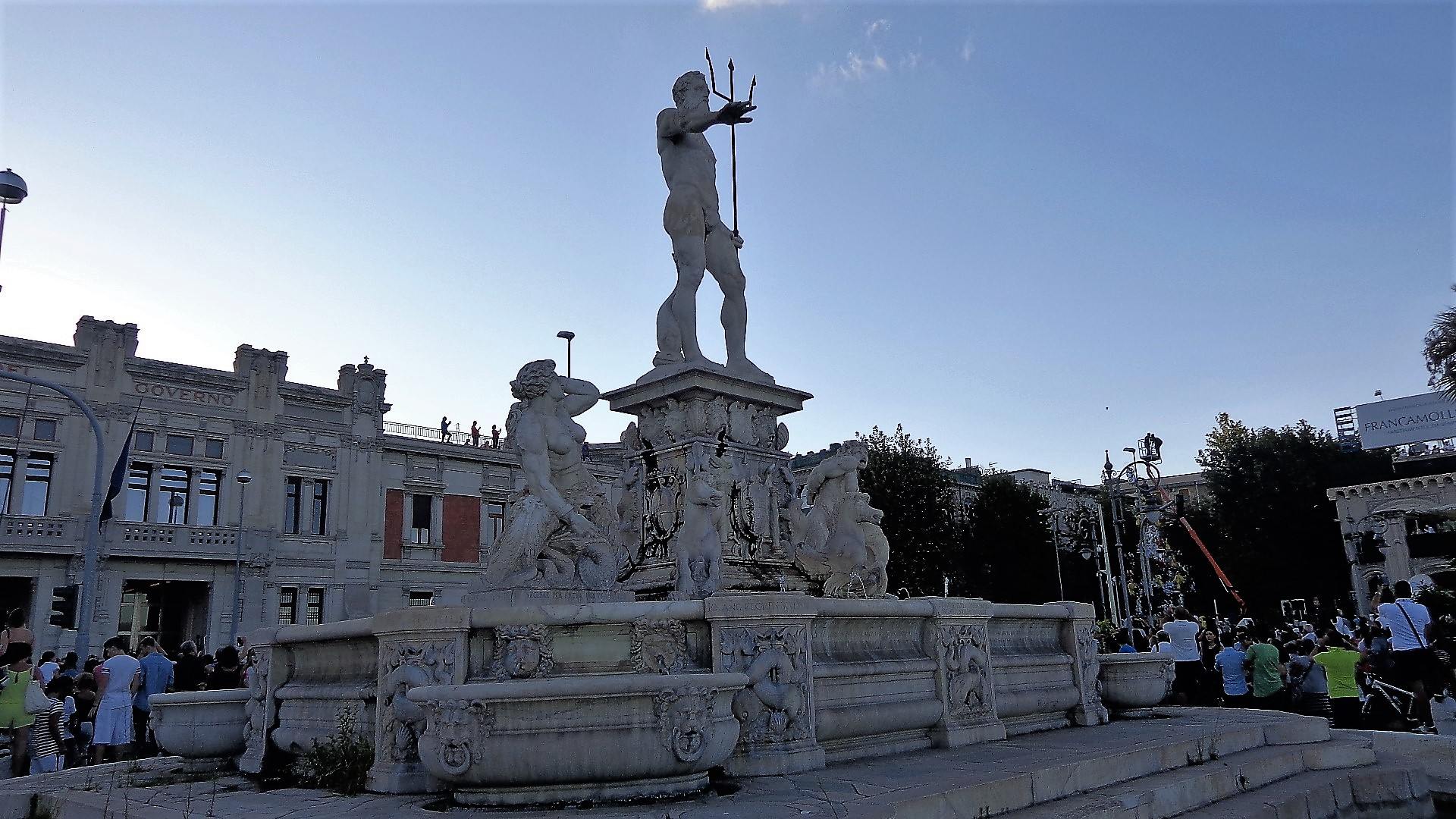
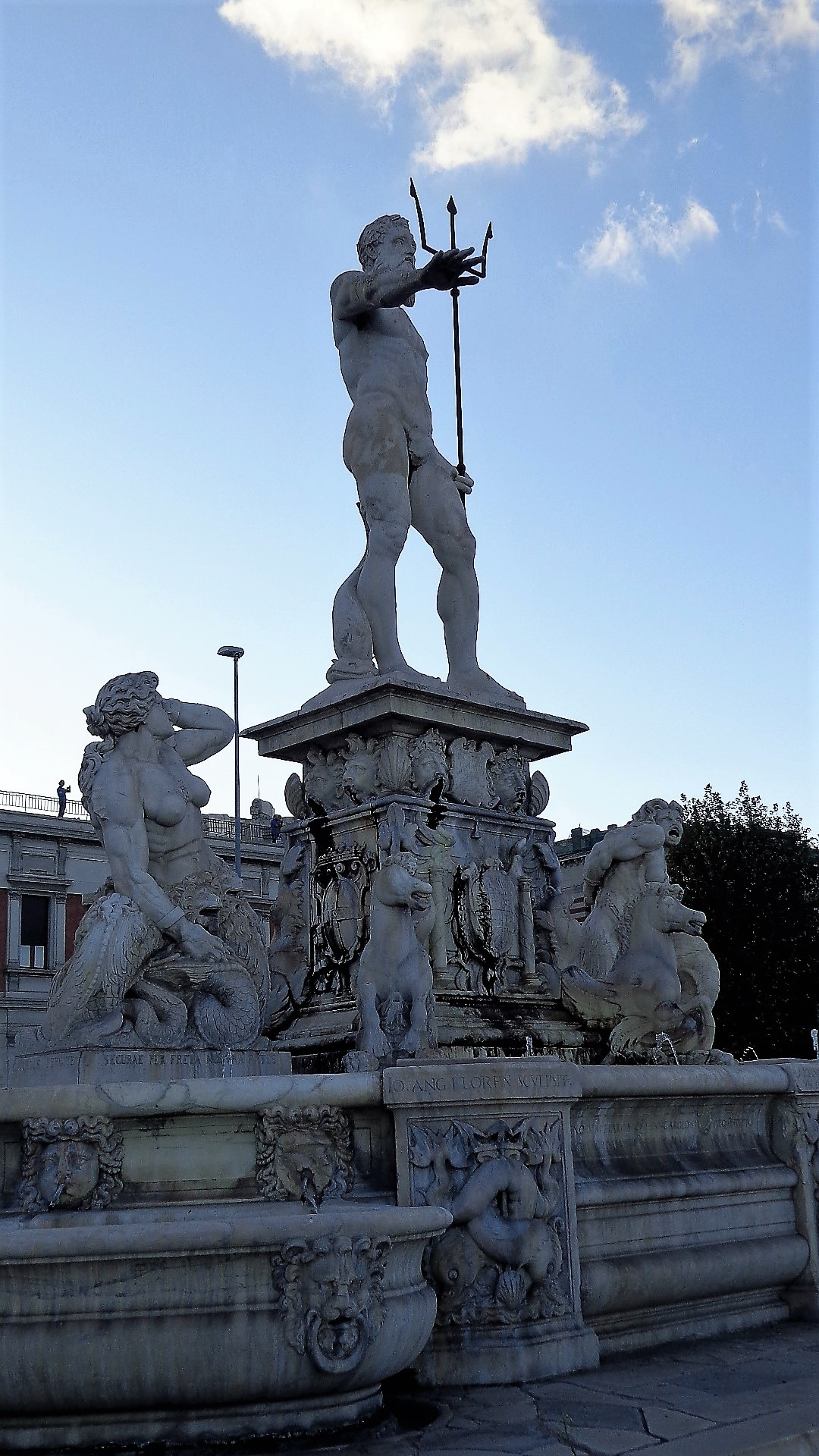
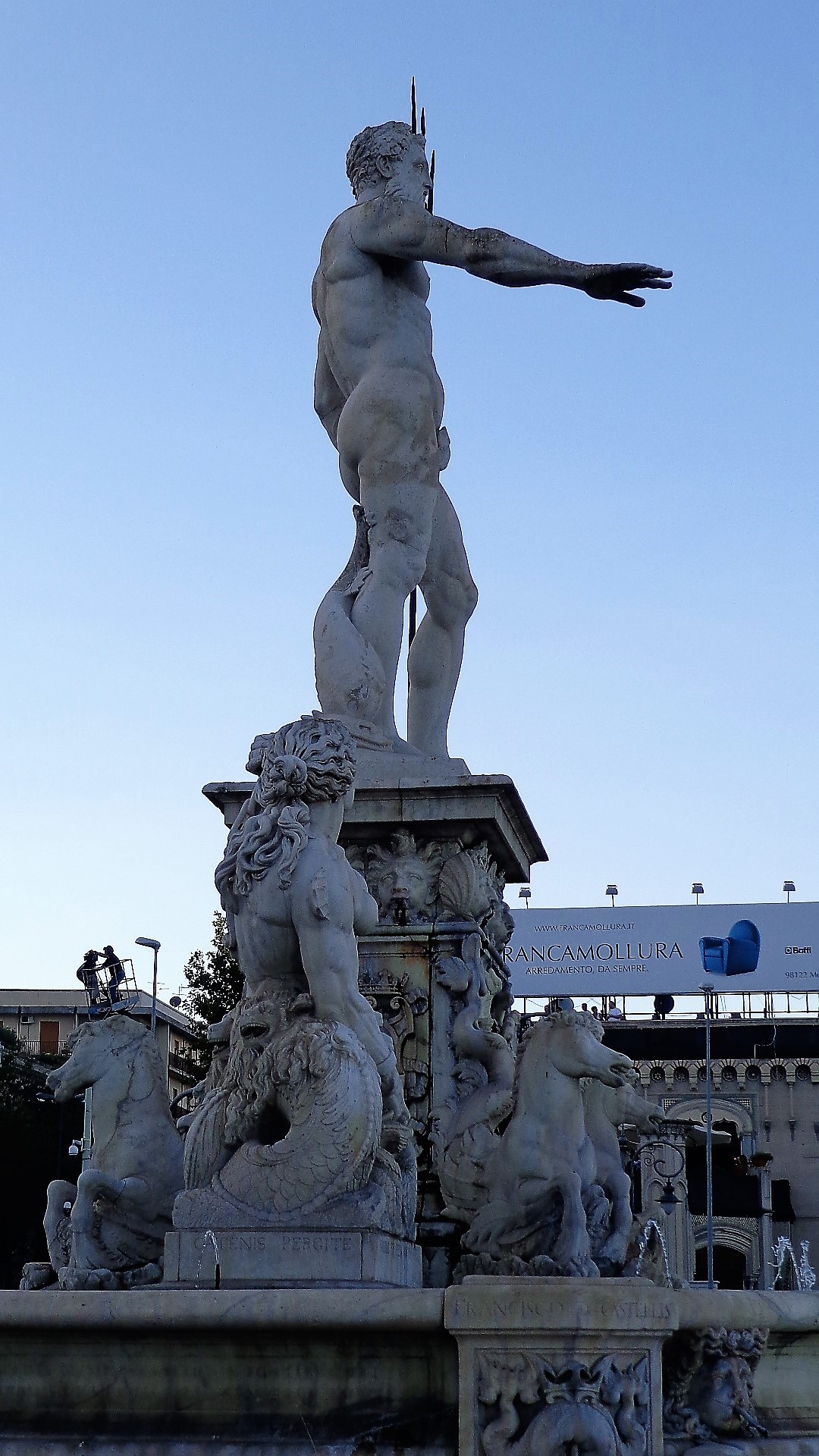
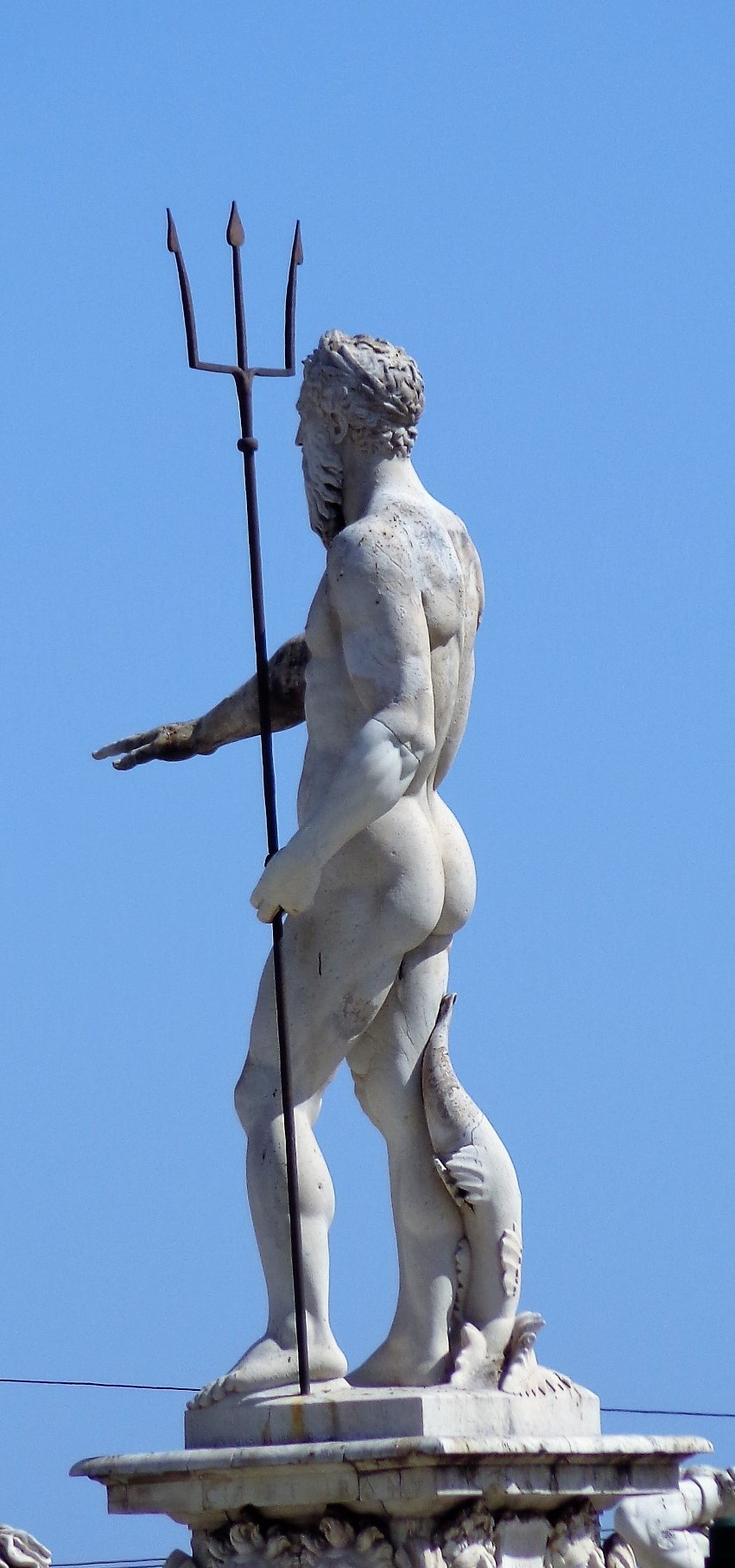
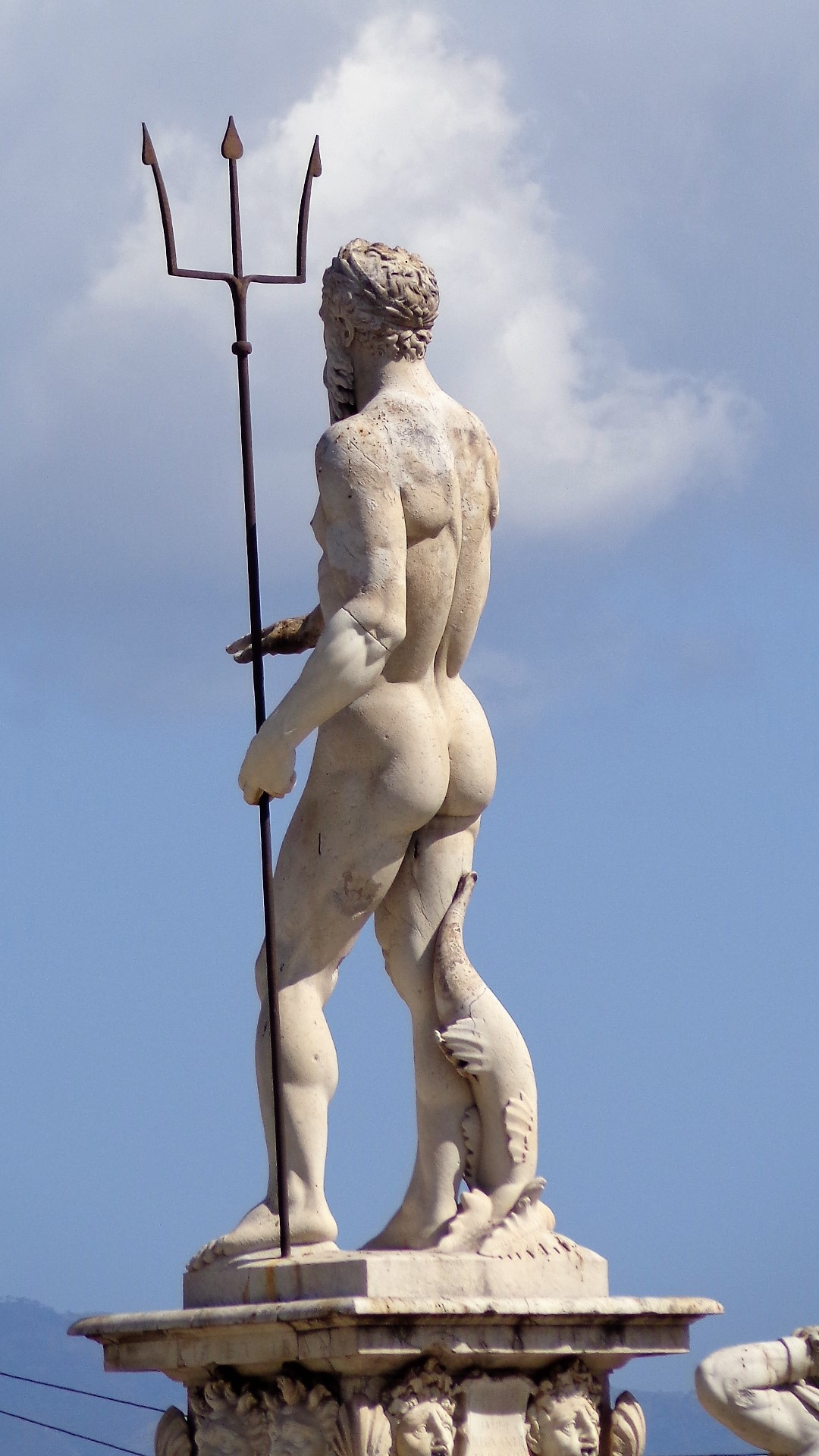
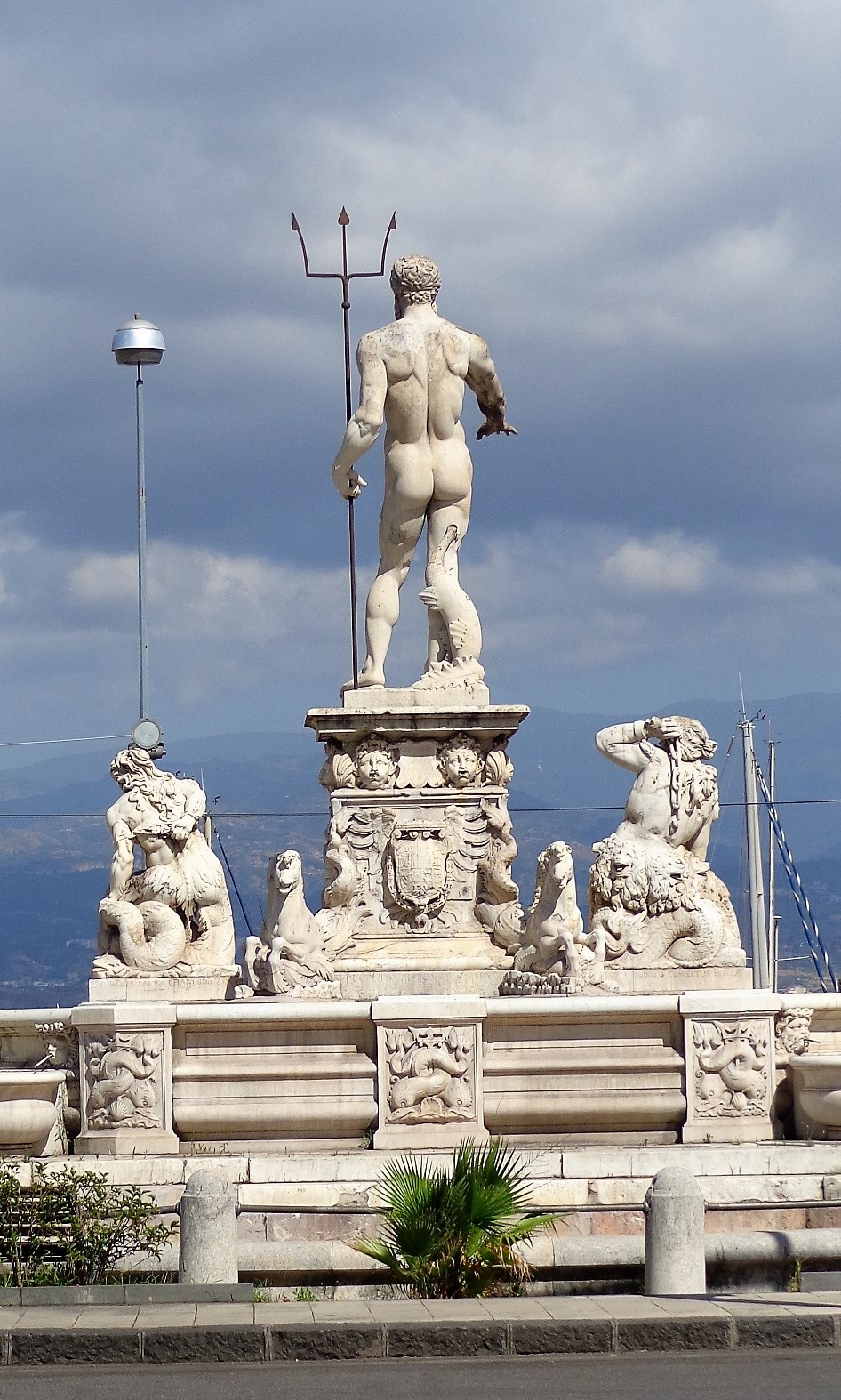
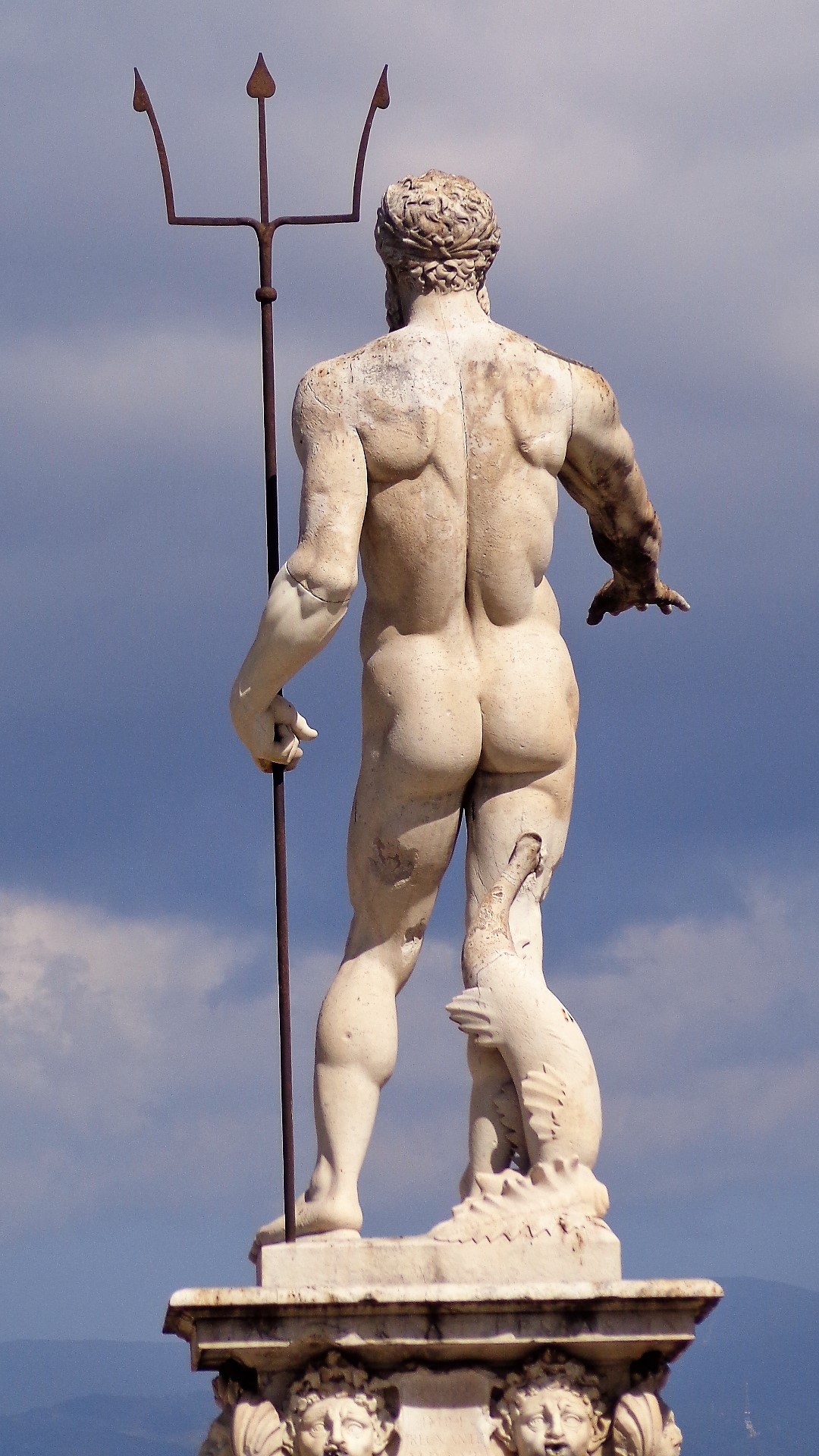
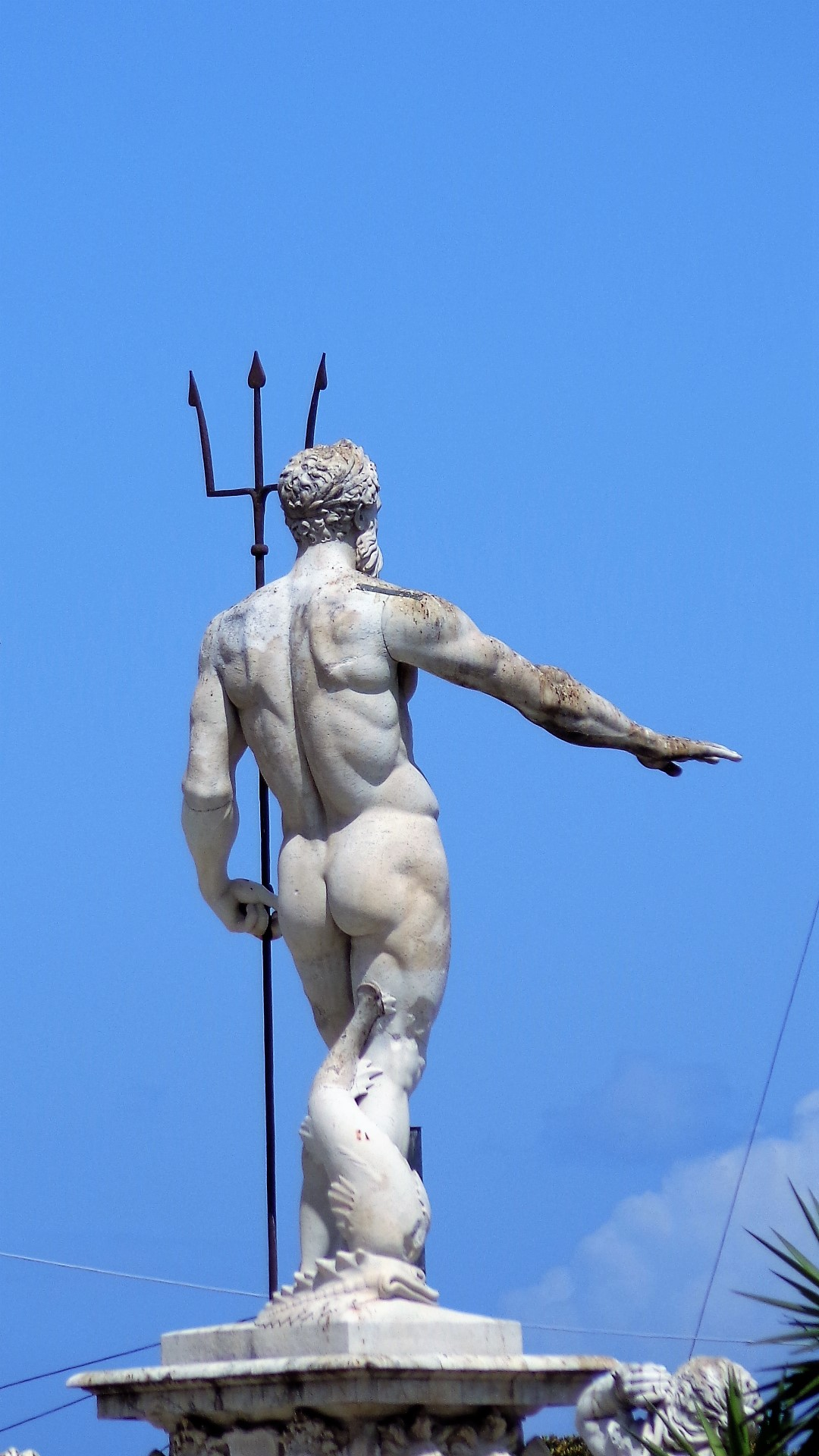
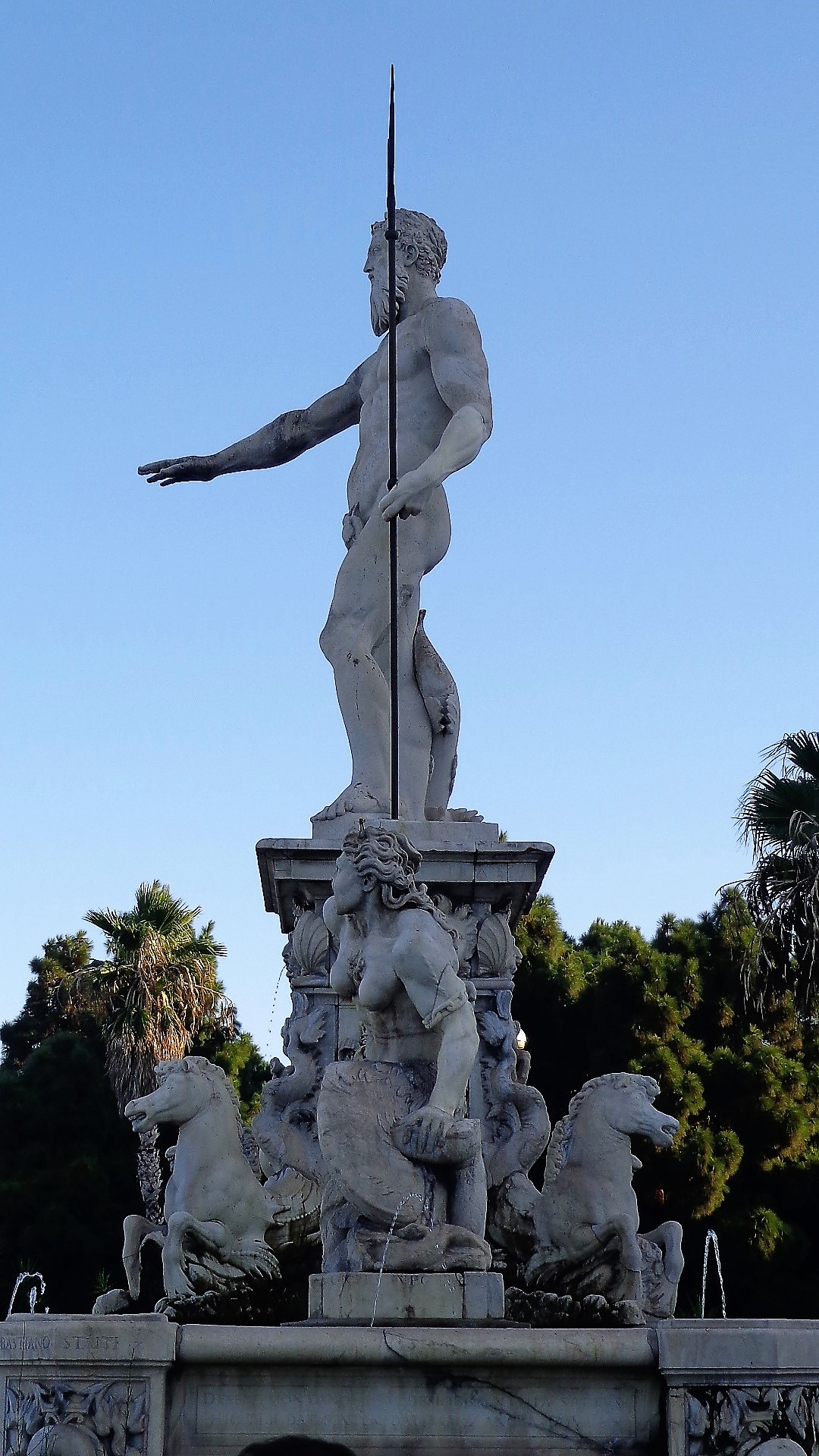
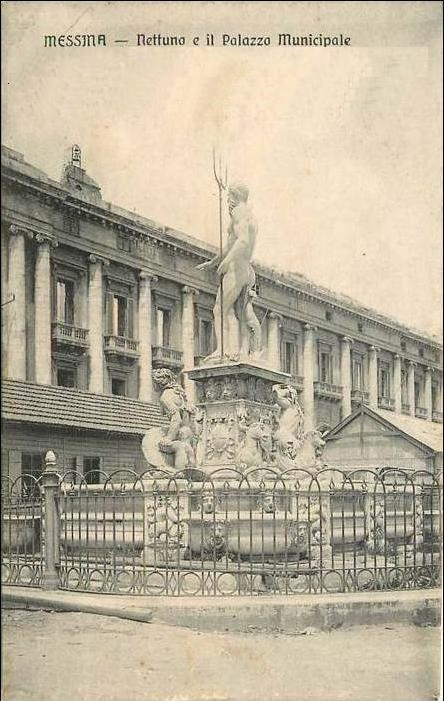
Primitiva dislocazione dirimpetto al Palazzo Municipale
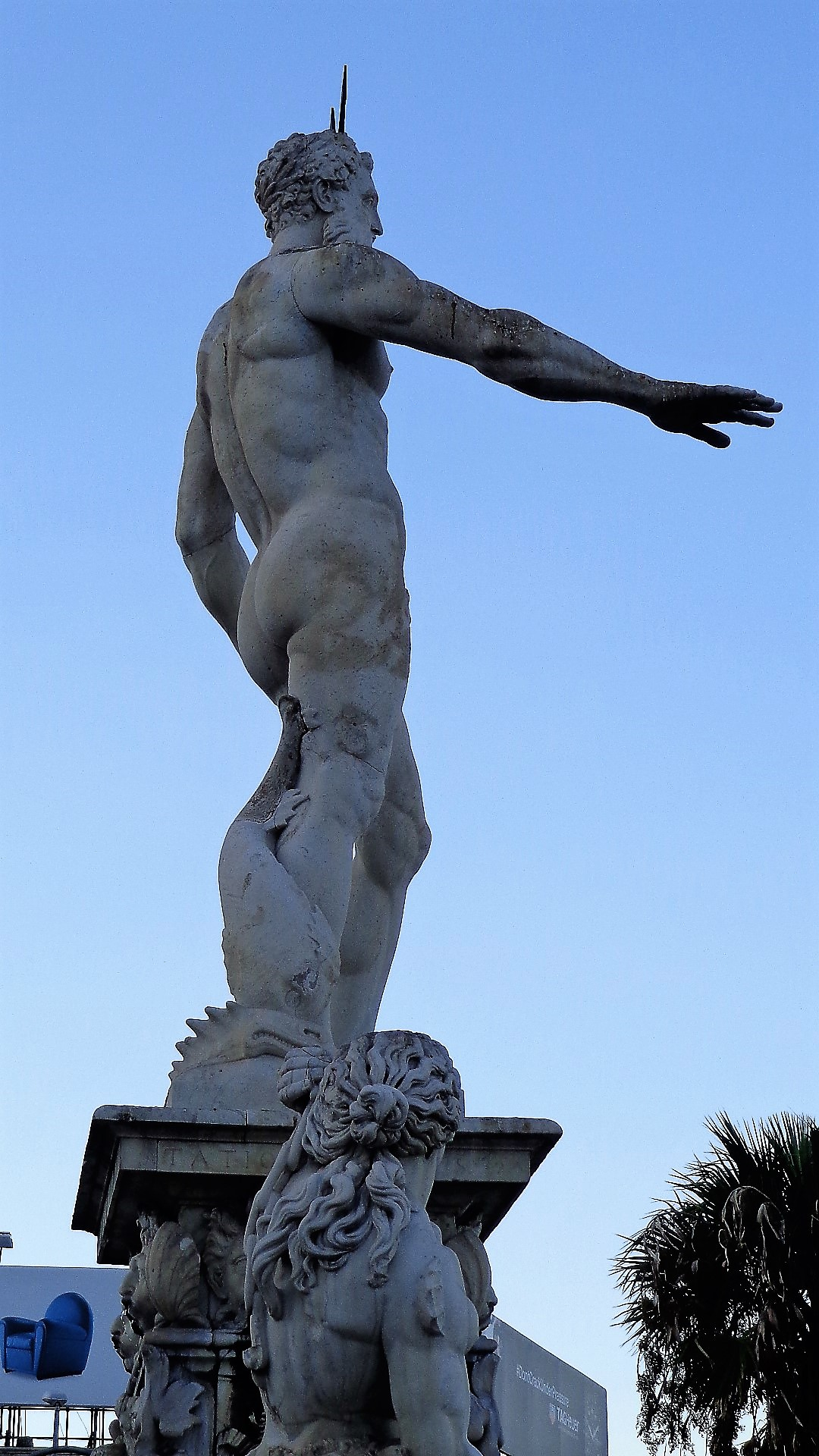